# Mount Denver
Mount Denver är ett berg i Kanada.   Det ligger i provinsen British Columbia, i den södra delen av landet, 3 100 km väster om huvudstaden Ottawa. Toppen på Mount Denver är 2 268 meter över havet.
Terrängen runt Mount Denver är huvudsakligen bergig, men åt nordväst är den kuperad. Trakten runt Mount Denver är nära nog obefolkad, med mindre än två invånare per kvadratkilometer.. Närmaste större samhälle är New Denver, 11,2 km öster om Mount Denver.
I omgivningarna runt Mount Denver växer i huvudsak barrskog.